# Уго Филипе Оливеира
Уго Филипе да Коста Оливеира (порт. Hugo Filipe da Costa Oliveira), познатији као Уго Вијеира (порт. Hugo Vieira; Барселос, 25. јул 1988) је португалски фудбалер. Игра на позицији нападача.

## Каријера
Почео је да тренира у локалној Санта Марији, одакле одлази на позајмицу у Бордо, где је наступао у "Б" екипи, затим прелази у Ешторил, који га је такође довео на позајмицу али ту није успео да забележио ниједан наступ. 
Прву праву прилику је добио у клубу Жил Висенте, а десило му се то 2009. као 21-годишњаку, где је за три године дао 16 голова у другој лиги. Бенфика је приметила његов таленат и откупила га, али због јаке конкуренције није успео да се избори за место у тиму. Зато је поново ишао на позајмице. Прво је био у Спортинг Хихону где је одиграо само две првенствене утакмице, затим је позајмљен "свом" Жил Висентеу у коме је, после годину дана чекања поново дао гол. Заправо, осам их је накупио до лета 2013, када га је Бенфика продала Браги. Ни у првом, ни у другом тиму поменутог португалског клуба није добијао шансу, па су и тамо решили да га пошаљу, а где друго, у Жил Висенте. Коначно 2014. продат је Торпеду. У московском клубу је на поменутих 20 наступа дао пет голова и онда се Торпедо - распао. Банкрот је учинио своје, па су и Виеира и сви остали играчи остали без плата, али добили одрешене руке да изаберу нову средину.
Крајем јуна 2015. потписао је уговор са Црвеном звездом. Пажњу на себе је скренуо на 149. вечитом дербију када је са два гола помогао црвено-белима да савладају Партизан резултатом 3:1. У својој првој сезони у дресу Звезде, постигао је 20 голова на 33 утакмице Суперлиге па је тако био други стрелац лиге иза саиграча Катаија који је постигао један гол више. Ипак током сезоне 2016/17. је потпуно пао у други план код тренера Миодрага Божовића због нарушених међусобних односа, па је одиграо свега 10 првенствених утакмица, у којима је стрелац био седам пута. 
На полусезони 2016/17. напустио је Звезду и прешао у јапански Јокохама Ф. маринос. За јапански клуб је у наредне две године одиграо 59 првенствених утакмица и постигао 23 гола. Напустио је овај клуб у јануару 2019. године након што му је истекао уговор, а убрзо након тога је потписао за турски Сиваспор. Недуго по доласку је доживео тешку повреду, па није ни заиграо у пролећном делу сезоне. Током јесењег дела сезоне 2019/20. је забележио само два наступа у Купу Турске и постигао један гол. Крајем јануара 2020. је раскинуо уговор са Сиваспором, и одмах затим се вратио у Португалију где је као слободан играч потписао за свој бивши клуб Жил Висенте. За Жил Висенте је током другог дела шампионата 2019/20. наступио на 11 првенствених мечева, уз један постигнут гол. На почетку сезоне 2020/21. није добио прилику ни на једној такмичарској утакмици, па је почетком октобра 2020. раскинуо уговор са клубом. Крајем октобра 2020. се вратио у Јапан и потписао уговор са Хокаидо консадоле Сапором, али је у децембру исте године напустио клуб, пошто му није понуђен наставак сарадње.

## Трофеји

### Црвена звезда
- Суперлига Србије (1) : 2015/16.